# Pieve di San Pietro (Greve in Chianti)
La pieve di San Pietro si trova in località Sillano, nel comune di Greve in Chianti. 

## Storia
La chiesa è citata nelle pergamene della Badia a Passignano già nell'anno 884.
La pieve fu poi confermata ai vescovi di Fiesole dai pontefici Pasquale II e da Innocenzo II rispettivamente nel 1003 e nel 1034.
Era di patronato della famiglia Gherardini di Firenze. È stata soppressa nel 1986.

## Descrizione
Si presenta come un edificio che presenta numerosi collegamenti con il romanico lombardo e ciò si denota soprattutto nelle riseghe e nel coronamento ad arcatelle pensili nell'abside.
L'interno è a tre navate suddivise tra loro da cinque valichi di ampiezza diseguale e poggianti su pilastri rettangolari. La navata centrale è sopraelevata rispetto a quelle laterali. Il tetto presenta una copertura a capriate lignee.
Sul fianco destro si trova il campanile. Si tratta di una ricostruzione in quanto l'originale si trovava in corrispondenza della prima campata della navata sinistra.

## Antico piviere di San Pietro a Sillano
La pieve di Sillano aveva sotto la sua giurisdizione quattro popoli:
- Chiesa di Santa Maria a Vicchiomaggio
- Chiesa di Santa Maria a Rignana: La chiesa era esistente già nel X secolo. Da tempo ridotta a cappella privata ospita al suo interno la tomba del Vescovo di Pistoia Scipione de' Ricci, qui deceduto.
- Chiesa di San Martino in Valle (ridotta oggi a rudere)
- Chiesa di San Biagio a Passignano con l'annesso Sant'Andrea a Poggio a Vento soppresso nel 1780.